# Real Santander Femenino
El Real Santander Femenino es un club de fútbol colombiano, de Piedecuesta. Fue fundado en 2015 bajo el nombre de Real Santander Femenino (2017 como profesional) y refundado en 2018 como Real San Andrés Femenino y en 2021 a Real Santander Femenino Actualmente juega en el municipio de Piedecuesta y participa en la Liga Profesional Femenina, certamen en Colombia.

## Temporada 2016
En 2016, jugaron en el campeonato nacional de Colombia, dónde quedaron segundas con 19 puntos en la primera fase y terceras con 4 puntos en 6 partidos en la segunda fase, hay que aclarar que este torneo no era profesional ya que era antes de que existiera Liga Águila Femenina.

## Temporada 2017
La División Mayor del Fútbol Colombiano (Dimayor), anunció a principios del 2016, la creación de la Liga Profesional Femenina de fútbol de Colombia, dando así inicio al fútbol femenino profesional. Con este anuncio, en aquel entonces el Real Santander fundó el equipo profesional de mujeres para encarar lo que sería el primer certamen de fútbol en Colombia, en el torneo quedaron 5° en un grupo muy difícil con solo 4 puntos.

## Temporada 2018
Este año tuvieron mejores resultados que el año anterior, pero en el torneo quedaron en último puesto en su grupo con más puntos.

## Temporada 2019

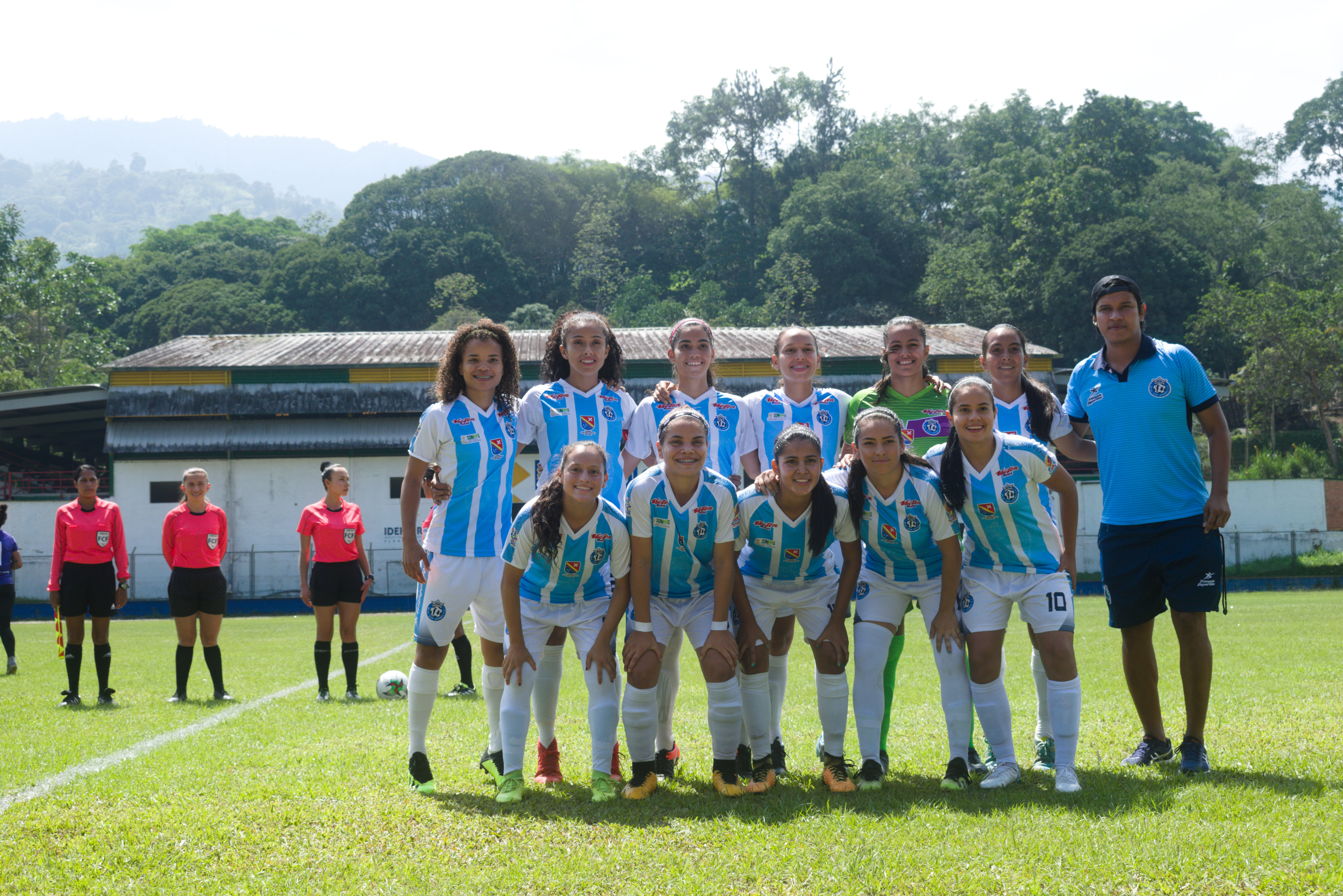
Real San Andrés Femenino 2019

El día 2 de octubre de 2018 se dio a conocer, de manera oficial y por parte de las directivas del club, que cambiarán de sede desde el 2019 debido a la falta de apoyo por parte de los entes oficiales y privados del departamento de Santander.
Además, se dijo que la isla de San Andrés sería la más opcionada para el traslado tanto del equipo masculino como del femenino. Por otro lado, las ciudades de Sincelejo, Riohacha y Yopal también mostraron algún interés pero en menores proporciones para llevarse el equipo a estas capitales de departamento. 18
El 1 de noviembre de 2018 se concretó el traslado del equipo masculino al territorio insular por las próximas 3 temporadas; además de ello, el club cambiará de nombre, siendo conocido ahora como Real San Andrés, jugando sus partidos de local en el Estadio Erwin O'Neil con un aforo para 3.000 espectadores.
No obstante, las directivas del club decidieron elegir a Floridablanca como sede del equipo femenino para la Liga Águila 2019.
En la Liga Águila quedaron terceros de grupo, empatados con Atlético Bucaramanga con 7 puntos en su grupo.

## Temporada 2020

### Pandemia del coronavirus y convenio con el Club Botín de Oro
Para la temporada 2020 para contener la pandemia de coronavirus adoptadas por el Gobierno nacional el 12 de marzo de 2020, la Dimayor tomó la decisión de suspender temporalmente todos sus campeonatos (entre ellos el campeonato femenino).
Pasaron 7 meses y 5 días de confinamiento tras las medidas del gobierno para aprobar el inicio de la Liga Femenina 2020. En este ocasión, tras un sorteo de los 13 equipos participantes, Real Santander fue destinado al Grupo C para disputar encuentros de ida y vuelta frente a: Atlético Nacional, Independiente Medellín y Atlético Bucaramanga.
Las directivas del club conforman el convenio con el club femenino de fútbol Botín de Oro del municipio de Girón con el fin de armar el proyecto deportivo. La mayoría de las jugadoras de esta entidad deportiva son de procedencia santandereana, quienes han tenido la oportunidad de llevar un proceso de varios años en campeonatos nacionales de la Difútbol y también con pasado en Atlético Bucaramanga en los años 2017 y 2018.

### Liga Betplay
Algo histórico pasaría para el equipo San Andresano quedaría segundo del Grupo C con 8 puntos, suficiente para darle el pase a cuartos de final dónde serían eliminados por el Independiente Medellín.

## Temporada 2021
Vuelve a llamarse Real Santander Femenino disputando sus partidos en la Unidad Deportiva Villa Concha del municipio de Piedecuesta, a diferencia del equipo de hombres, empezaron el 2021 en Villa Concha ya que el torneo empezó el 10 de julio, en el cual torneo quedaron penúltimos perdiendo todos los partidos menos 2 que ganaron contra el Atlético Bucaramanga.

## Temporada 2022
En la Liga Betplay quedaron penúltimos con 10 puntos.

## Temporada 2023
En la Liga Betplay quedaron en el puesto 14 de 17 equipos con 13 puntos.

## Temporada 2024
En la Liga Betplay quedaron en el penúltimo puesto de 16 equipos con 6 puntos.

## Temporada 2025
En la Liga Betplay quedaron en el puesto 12 de 16 equipos con 13 puntos.

## Plantel actual
Nómina de jugadoras permitidas por la Dimayor que actúan en la temporada 2019.
|    | Nac.                 | Nombre           | Posición      | Edad | PJ | Goles | Club Pro. |
| -- | -------------------- | ---------------- | ------------- | ---- | -- | ----- | --------- |
| 1  | Bandera de Colombia  | Johannis Menco   | Portera       | -    | 1  | 0     |           |
|    | Bandera de Venezuela | Angélica Jaimes  | Portera       | -    | 0  | 0     |           |
| 2  | Bandera de Colombia  | Angy Carreño     | Defensa       | -    | 0  | 0     |           |
|    | Bandera de Colombia  | Diana Bolívar    | Defensa       |      | 0  | 0     |           |
|    | Bandera de Colombia  | Andrea Mendoza   | Defensa       |      | 0  | 0     |           |
| 3  | Bandera de Colombia  | Shirleth Sánchez | Defensa       |      | 0  | 0     |           |
| 17 | Bandera de Colombia  | Nicol Camacho    | Mediocampista |      | 7  | 2     |           |
| 8  | Bandera de Colombia  | Adriana Ojeda    | Mediocampista |      | 0  | 0     |           |
|    | Bandera de Colombia  | Paola García     | Mediocampista |      | 0  | 0     |           |
| 11 | Bandera de Colombia  | Johana Parada    | Mediocampista |      | 22 | 1     |           |
| 11 | Bandera de Colombia  | Belkis Niño      | Mediocampista |      | 22 | 1     |           |
|    | Bandera de Venezuela | Glorimar Suárez  | Delantera     |      | 0  | 0     |           |
| 9  | Bandera de Colombia  | Heidy Mosquera   | Delantera     |      | 0  | 0     |           |
| DT | Bandera de Colombia  | Ómar Manrique    | Entrenador    |      |    |       |           |